# Onyx (радиоэлектронная разведка)

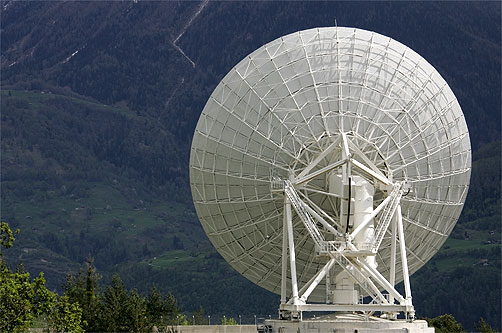
Станция радиоперехвата в Лёке, кантон Вале

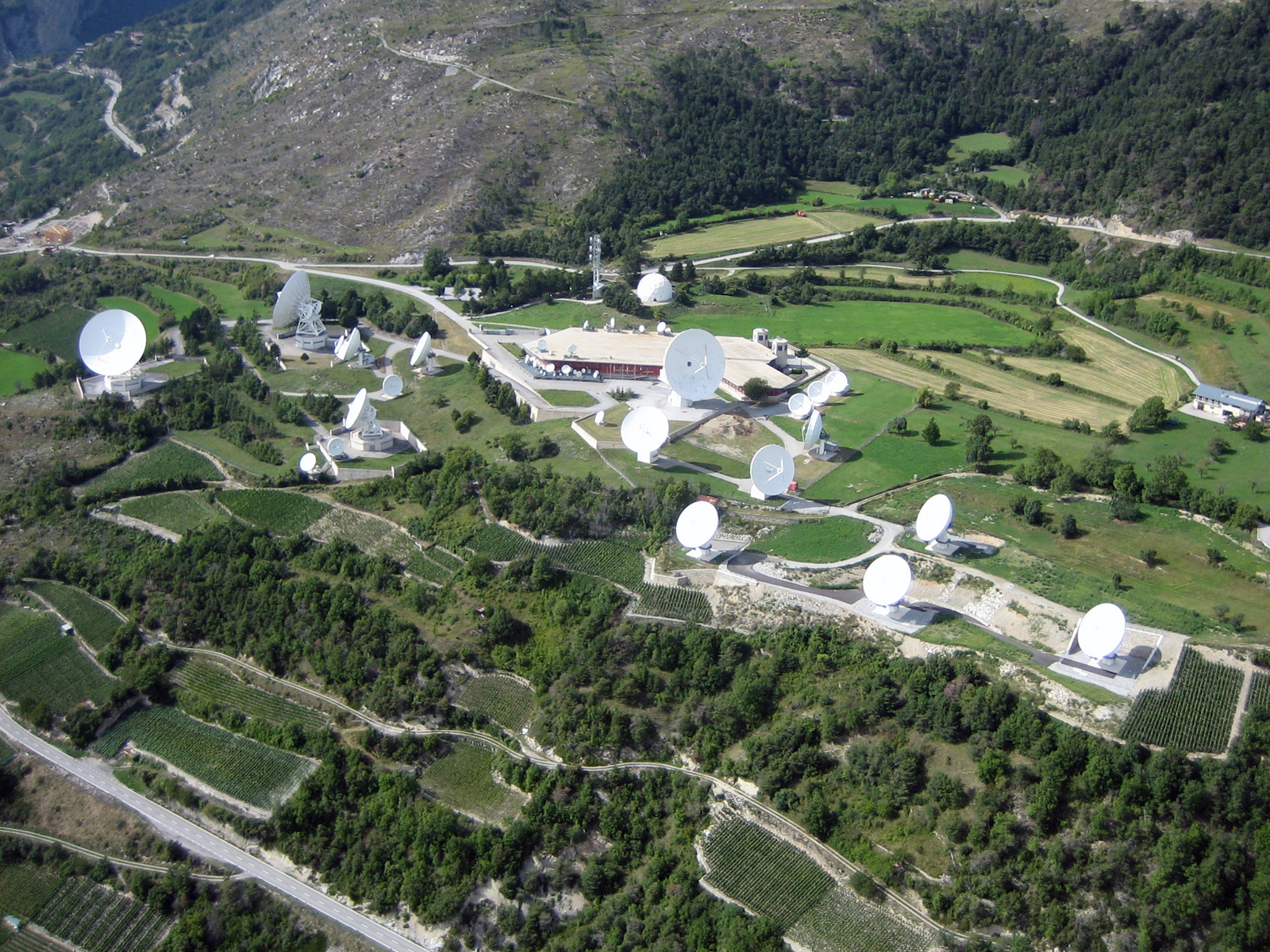

Onyx — система радиоэлектронной разведки, оператором которой является Федеральная разведывательная служба Швейцарии. Аналог систем Эшелон и Frenchelon, но имеет гораздо меньшие масштабы. Ввод системы в эксплуатацию начат в 2000 году, первоначально под названием SATOS-3 (системы SATOS-1 и SATOS-2, предназначенные, в частности, для перехвата факсовых сообщений, вступили в строй в 1992 году), и был завершён в конце 2005 года.
Задачей системы является мониторинг как гражданских, так и военных коммуникаций, включая телефонные переговоры, передачу факсовых и Интернет-сообщений с помощью спутников. Onyx использует списки ключевых слов для фильтрации контента передаваемых сообщений, в целях перехвата информации, представляющей интерес. Выбор ключевых слов для фильтрации должен быть одобрен независимой комиссией. Система не должна контролировать внутренние коммуникации, при этом допускается мониторинг сообщений, которыми швейцарские абоненты обмениваются с иностранными. Правительство Швейцарии указало, что Onyx не связана с иностранными системами радиоэлектронной разведки, такими как Эшелон; согласно заявлению правительства, путаница в этом вопросе возникла из-за продажи в 2000 году швейцарской компанией Swisscom компании Verestar (в настоящее время SES Americom) наземной спутниковой станции в Лёке (кантон Вале), расположенной рядом с одной из станций Onyx.
Использование системы Onyx контролируется независимым органом управления, который состоит из представителей, назначенных правительством страны.

## Инфраструктура
Станции системы Onyx расположены в следующих местах:.
- Циммервальд (кантон Берн) 46°53′12″ с. ш. 7°28′41″ в. д.HGЯO
- Хейменшванд (часть муниципалитета Бухгольтерберг, кантон Берн) 46°49′52″ с. ш. 7°42′57″ в. д.HGЯO, 3 антенны[4]
- Лёк (кантон Вале) 46°19′05″ с. ш. 7°38′43″ в. д.HGЯO 4 антенны[5].

## Скандалы
8 января 2006 года швейцарская газета Sonntagsblick опубликовала секретный доклад швейцарского правительства, который использовал данные, перехваченые Onyx. В докладе сообщалось о факсе министерства иностранных дел Египта, направленном в египетское посольстве в Лондоне, в котором шла речь о существовании секретных тюрем ЦРУ в Восточной Европе. Швейцарское правительство официально не подтвердило существование доклада, но начало судебное преследование в отношении газеты по факту утечки секретных документов. Хотя подлинность факса была подтверждена в ходе судебного разбирательства лишь косвенно, с репортера и газеты были сняты все обвинения 17 апреля 2007 года.